# Koskiv, Șepetivka
Koskiv (în ucraineană Коськів) este o comună în raionul Șepetivka, regiunea Hmelnîțkîi, Ucraina, formată numai din satul de reședință.

## Demografie
Componența lingvistică a comunei Koskiv
     Ucraineană (97,26%)
     Rusă (2,59%)
     Alte limbi (0,08%)
Conform recensământului din 2001, majoritatea populației comunei Koskiv era vorbitoare de ucraineană (97,26%), existând în minoritate și vorbitori de rusă (2,59%).